# Сереза
Сереза е розов сорт грозде, основно разпространен в Аржентина. Ограничени площи има и в Уругвай.
Според ампелографи сортът е пренесен в Аржентина от испанските заселници през ХVІ век. Отличава се с високи добиви и родовитост. Устойчив на засушаване и горещини. Към 2003 г. в Аржентина са засадени 30760 ха., основно в провинциите Сан Хуан и Мендоса.
Сереза има две разновидности: Cereza elipsoidal и Cereza Italia.
Познат е и с наименованията: Сереза, Серезина, Сереза Италиана, и Черезина. Името му произхожда от испанската дума "Cerasus" (череша), поради оцветяването на зърната. Зърната са големи, тъмно розови на цвят.

От сорта се приготвят трапезни бели и розови вина, които обикновено са предназначени за консумация като млади и нямат потенциал да стареят. Освен за производството на вино, гроздето често се използва и за производството на гроздов концентрат, използван за производството на вино. В Аржентина се консумира и като десертно грозде – за прясна консумация.